# نهائي كأس إيطاليا 1959
نهائي كأس إيطاليا 1959 هي المباراة النهائية من منافسة كأس إيطاليا 1958–59، أقيمت المباراة في 13 سبتمبر 1959، في ملعب جوزيبي مياتسا، بين فريقي نادي إنتر ميلانو، ويوفنتوس، وفاز فيها يوفنتوس، بعد أن هزم نادي إنتر ميلانو، بنتيجة 1 - 4، وكان حكم المباراة سيزار جوني ‏.

## تفاصيل المباراة
لعبت المباراة النهائية في 13 سبتمبر 1959.
| نادي إنتر ميلانو | 1 -4 | يوفنتوس                                                                              |
| ---------------- | ---- | ------------------------------------------------------------------------------------ |
| No ID 36 '       |      | جون تشارلز 7 ' · سيرجيو سيرفاتو 27 ' · عمر سيفوري 63 ' · سيرجيو سيرفاتو 79 ' (ركلة.) |